# Activeringsenergie
De activeringsenergie {\displaystyle E_{\mathrm {a} }} (bij arrheniusactiveringsenergie mag ook {\displaystyle E_{\mathrm {A} }}) is de energie die een systeem nodig heeft om een chemische reactie te laten doorgaan.
Een reactie tussen twee reagentia kan plaatsvinden wanneer de moleculen elkaar op de juiste manier benaderen (dit impliceert zowel een juiste richting als een voldoende kinetische energie). Er worden dan chemische bindingen gebroken en anderen gevormd. Tijdens dit proces is de totale energie van het complex vrijwel altijd hoger dan van de uitgangssituatie. Het energieverschil van de overgangssituatie met de uitgangssituatie wordt activeringsenergie genoemd. 
De snelheid van een reactie met een zeer lage activeringsenergie (veel kleiner dan {\displaystyle RT}) zal puur worden bepaald door de kans dat de moleculen elkaar treffen: wanneer twee moleculen bij elkaar komen treedt de reactie onmiddellijk op. Als de activeringsenergie veel hoger is dan {\displaystyle RT} dan zal slechts een klein deel van de botsingen ook daadwerkelijk tot een reactie leiden omdat die alleen kan plaatsvinden als er bij de botsing toevallig ook veel (kinetische) energie ter beschikking is. Dit komt tot uitdrukking in de vergelijking van Arrhenius:
{\displaystyle k=A\mathrm {e} ^{\frac {-E_{\mathrm {a} }}{RT}}}
Hierin is {\displaystyle k} de reactiesnelheidsconstante van de reactie en {\displaystyle A} een uitdrukking van de maximumsnelheid. De snelheid van de reactie is recht evenredig met {\displaystyle k} en hangt bovendien af van de concentraties van de reagerende stoffen. 

## Katalysator
Een katalysator kan de activeringsenergie verlagen door de energie van het overgangscomplex te verlagen. Meestal gebeurt dat doordat de katalysator zich aan het complex bindt en daardoor de benadering van reagentia faciliteert. De katalysator verandert het energieverschil {\displaystyle \Delta E} van de reactie echter niet.

## Evenwicht
In een evenwichtsreactie geldt hetzelfde: de activeringsenergie van de teruggaande reactie is de hoogte van dezelfde energieberg maar dan gezien vanaf de andere kant. Deze energie levert via dezelfde Arrheniusvergelijking een andere reactiesnelheid k op. Wanneer het evenwicht is bereikt dan geldt dat de twee reactiesnelheden gelijk zijn. Hieruit kan de evenwichtsconstante {\displaystyle K_{ev}} worden afgeleid:
{\displaystyle k_{1}=k_{2}}
{\displaystyle A_{1}e^{\frac {-E_{a1}}{RT}}=A_{2}e^{\frac {-E_{a2}}{RT}}}
{\displaystyle {\frac {A_{2}}{A_{1}}}=e^{\frac {E_{a1}-E_{a2}}{RT}}=e^{\frac {\Delta E}{RT}}=K_{ev}}
Het is belangrijk te zien dat in deze vergelijking de activeringsenergie is weggevallen! Daardoor is het eenvoudig in te zien dat een katalysator de ligging van een evenwicht niet kan veranderen.

## Exothermiciteit
{\displaystyle k=Ae^{\frac {-E_{a}}{RT}}}
Omdat een exotherme reactie zelf ook energie oplevert kan een reactie ook uit de hand lopen als de temperatuur door het verlopen van de reactie toeneemt. De activeringsenergie blijft weliswaar ongeveer gelijk, maar een veel groter deel van de botsingen levert een reactie op: de term R·T is groter geworden, maar staat in de noemer van de breuk. De absolute waarde van de breuk daalt. Activeringsenergie is een positieve term, dus {\displaystyle {\frac {-E_{a}}{RT}}} komt van onder af dichter bij 0 te liggen: de waarde van de breuk wordt groter, waardoor ook de uitkomst van de snelheidsvergelijking groter wordt. Dit kan onder sommige omstandigheden leiden tot een explosie of oncontroleerbare reacties.